# ویکتور سربریانیکوف
ویکتور سربریانیکوف (روسی: Виктор Петрович Серебряников؛ ۲۹ مارس ۱۹۴۰ – ۱۲ نوامبر ۲۰۱۴) بازیکن و مربی فوتبال اهل اوکراین و اتحاد جماهیر شوروی سوسیالیستی بود.
از باشگاه‌هایی که در آن بازی کرده‌است می‌توان به باشگاه فوتبال متالورگ زاپروژیا و باشگاه فوتبال دینامو کی‌یف اشاره کرد.
وی همچنین در تیم‌های ملی فوتبال تیم فوتبال المپیک اتحاد جماهیر شوروی و شوروی بازی کرده‌است.